# 2013 Tucapel
Tucapel (asteroide 2013) é um asteroide da cintura principal, a 1,7751743 UA. Possui uma excentricidade de 0,2249162 e um período orbital de 1 266 dias (3,47 anos).
Tucapel tem uma velocidade orbital média de 19,6809738 km/s e uma inclinação de 7,50795º.
Esse asteroide foi descoberto em 22 de Outubro de 1971 por Carlos Torres.